# Brunost
Brunost (significando em norueguês queijo castanho) é um queijo norueguês produzido com soro de leite, também popular na Suécia, onde é conhecido como mesost. É também possível encontrá-lo na América do Norte, onde é designado como gjetost, que não é mais que uma ortografia antiga de geitost, que significa, em norueguês, queijo de cabra.
As duas variedades mais populares na Noruega são o Gudbrandsdalsost, que significa queijo da região de Gudbrandsdal (feito com leite de vaca) e o mais tradicional geitost, feito na totalidade ou em parte com leite de cabra. Existem ainda variedades regionais, com sabores e cores diferentes, dependendo da quantidade de caramelo que contenham.
O geitost possui um sabor forte e doce, com reminiscências de caramelo e leite de cabra. Por outro lado, o Gudbrandsdalsost é semelhante, mas possui um sabor mais suave. As duas variedades são muitas vezes usadas como recheio de sanduíches só com uma fatia de pão, populares na Escandinávia. Também podem ser usadas como acompanhamento de lefse. Nalgumas regiões, o brunost e o lefse são usados como acompanhamento do lutefisk.
É também usado em molhos de pratos de caça, com frutos silvestres. Confere aos molhos um sabor mais subtil a caramelo.

## Produção
Uma mistura de leite, natas e soro de leite é fervida cuidadosamente durante diversas horas, de forma a que a água se evapore. O calor transforma o açúcar do leite em caramelo, que confere ao queijo o seu sabor característico. Encontra-se pronto para consumir assim que é embalado em blocos de tamanho apropriado. Existe uma variante com pouca gordura feita com uma maior proporção de soro de leite.
Se for fervido menos tempo, obtém-se a versão para barrar conhecida como prim ou messmör, em sueco. O prim era já produzido havia muito tempo na Noruega quando Anne Hov, esposa de um camponês, teve a ideia de adicionar o creme ao queijo. Cobrou um bom preço pelo seu novo queijo gordo, tendo, de acordo com a tradição popular, este produto salvado financeiramente o vale de Gudbrand na década de 1880.
Actualmente existem diversos tipos de brunost nas lojas norueguesas e suecas, sendo os principais produtores a Tine meierier, na Noruega, e a Milko, na Suécia. Outros produtores regionais fabricam também as suas versões de brunost. Foram experimentadas versões com nozes e mel ou chocolate, sem grande sucesso.